# Hurra
Hurra ist eine im Deutschen seit dem 18. Jahrhundert schriftlich belegte, aber wahrscheinlich ältere Interjektion, die als Freudenruf, als Schlachtruf und – wohl nach englischem Vorbild – als Ausruf in der Seemannssprache gebraucht wurde. Die militärische Konnotation ist in der Zusammensetzung Hurra-Patriotismus erhalten geblieben.

## Etymologie
Die Herkunft des Wortes ist ungeklärt. Es wird heute meist mit dem Imperativ hurra von mittelhochdeutsch hurren, „sich schnell bewegen“ (vergl. dt. hurtig oder engl. to hurry, „eilen, sich beeilen“) in Verbindung gebracht.
Eine andere These vermutet den Ursprung in Zentralasien: Bereits Jean de Mandeville schilderte im 14. Jahrhundert den Warn- und Waffenruf „Kera! Kera! Kera!“, was mit den russischen Kriegsrufen („Ura“, „Houra“) in Verbindung gebracht wurde; andere Autoren vermuten, der Schlachtruf habe mongolische Wurzeln. Die Herleitung erfolge über turkotatarisch urra von urmak „schlagen“.
Einer im 19. Jahrhundert aufgekommenen Vermutung zufolge leitet sich das Wort von einem angeblichen Ruf Thur aïe (‚Thor hilf!‘) her, den heidnische Normannen als Schlachtruf gebraucht und dem christlichen Schlachtruf Deus aïe (‚Gott hilf!‘) entgegengesetzt haben sollen. Einziger Beleg hierfür ist eine Stelle im Roman de Rou des anglonormannischen Dichters Wace († nach 1174), wonach Raoul Tesson einen ähnlichen Ruf in der Schlacht von Val-ès-Dunes (1047) zur Anfeuerung seiner Leute gebraucht haben soll. Bei diesem Schlachtruf, in der Handschrift wiedergegeben in der Form turie und gereimt auf emmie, vom ersten Herausgeber Frédéric Pluquet (1824) dann gedeutet als Tur aïe, handelte es sich aber nicht um eine Anrufung der germanischen Gottheit Thor, sondern um den Namen von Tessons Baronie Thury (heute Thury-Harcourt), weshalb diese These in der Sprachwissenschaft heute nicht mehr vertreten wird.

## Als Schlachtruf

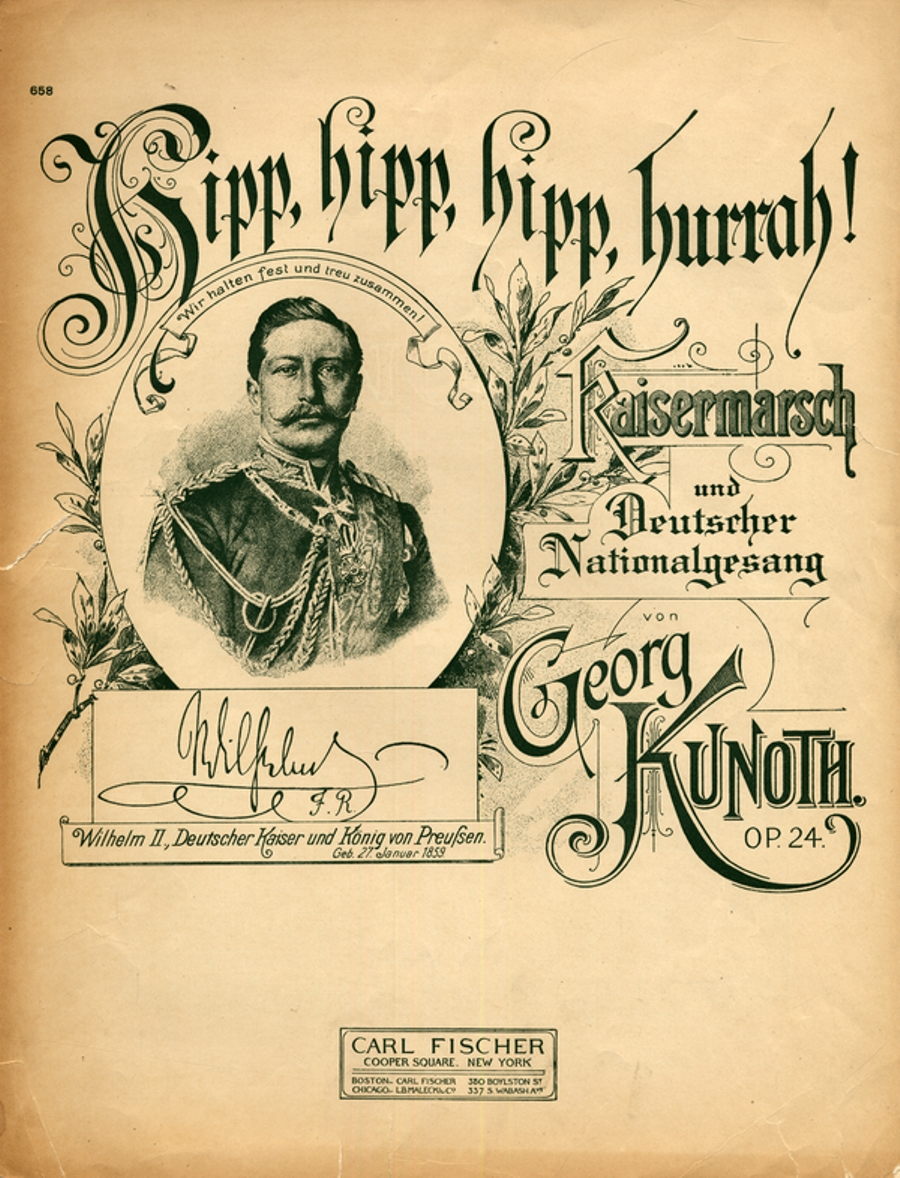
Georg Kunoth (1862–1927): Hipp, hipp. hipp, hurrah! Kaisermarsch

Bis zum heutigen Tag ist bei den Russischen Streitkräften der Schlachtruf „Hurra“ als Antwort der angetretenen Truppenteile während einer Parade als Entgegnung für die Begrüßung durch den kommandierenden Offizier zu hören. So zum Beispiel am Beginn der traditionellen Siegesparade zum Gedenken an den Großen Vaterländischen Krieg auf dem Roten Platz in Moskau am 9. Mai (Tag des Sieges) eines jeden Jahres.
Nach sowjetischem Vorbild entgegneten auch die Soldaten der NVA z. B. bei der Ehrenparade zum Tag der Republik oder dem Großen Zapfenstreich auf die Begrüßung durch den kommandierenden Offizier mit einem schnellen „Hurra! Hurra! Hurra!“.
Im kaiserlichen Österreich war Hurra bis zum Ende des Ersten Weltkrieges 1918 der offizielle Schlachtruf für die Attacke, den Angriff der Kavallerie.
Auch in Deutschland war der Ruf zeitweise Bestandteil des Reglements bei Bajonettangriffen der Infanterie und Attacken der Kavallerie (etwa § 109 Exerzier Reglement für die Kavallerie: Der Eskadronsführer kommandiert Zur Attacke! Lanzen gefällt! – Marsch! Marsch! … Die Reiter rufen kräftig Hurra!).
Der Schlachtruf ist in Deutschland heute noch gebräuchlich in der Marine, wo er im Rahmen des Bordzeremoniells als Ehrenerweisung gegenüber anderen Schiffen oder Personen oder im Rahmen besonderer Anlässe zu Ehren von zum Beispiel beförderten oder ausgezeichneten Soldaten als „dreifaches Hurra“ ausgebracht wird. Hierzu wird dreifach im Wechsel durch den Kommandierenden und die Besatzung bzw. die angetretene Truppe „Hurra“ gerufen.

## Als Freudenruf
Heute ist das Wort im Deutschen hauptsächlich noch als Freudenruf gebräuchlich, in der an die englische Interjektion hip anknüpfenden Verbindung hipp, hipp, hurra! auch als Ruf zum Hochleben.